# Metilacetileno
O metilacetileno, também conhecido como propino, é um alcino com uma fórmula química C H 3 C ≡ C H, e uma massa molecular de 40,07.
É utilizado em soldadura. Ele é mais denso do que o ar, um gás incolor com um odor característico. Ele decompõe-se por aquecimento e sob a influência da pressão que produz monóxido de carbono e dióxido de carbono, causando incêndio ou explosão.
- Ponto de ebulição: -23 ° C
- Ponto de fusão: -101,5 ° C
- Densidade relativa à água: 0,68
- Solubilidade em água: 0,36 g / 100 ml
- Pressão de Vapor: 521 kPa (20 ° C)
- Densidade relativa do vapor (ar = 1): 1,4
- Limites de explosividade (% no ar em volume): 1,7 a 11,7